# 전일호
전일호(생년 미상 ~ )는 조선민주주의인민공화국의 정치인이다. 조선로동당 중앙위원회 위원이다.

## 경력
조선 인민군 중장으로 김책공업종합대학 자동화연구소 소장을 지냈고, 2004년 조선민주주의인민공화국 최고의 과학기술상인 '2.16과학기술상' 개인상 부문을 수상했다. 2016년 5월, 조선로동당 제7차 대회에서 조선로동당 중앙위원회 위원으로 선출되었다.